# Otto-Umlauft-Biwak
Das Otto-Umlauft-Biwak ist eine Biwakschachtel der Sektion Klagenfurt des Österreichischen Alpenvereins an der Krumlkeeskopfscharte in der Goldberggruppe, einem Teil der Hohen Tauern in Österreich. Das Biwak befindet sich auf 2987 m direkt auf dem Alpenhauptkamm zwischen dem Krumlkeeskopf und der Arlthöhe. Es befindet sich in sehr gutem Zustand (Sommer 2012) und bietet Platz für acht Personen. Es ist ein wichtiger Stützpunkt für Weitwanderer auf der hochalpinen Route des Zentralalpenwegs.

## Geschichte
Das Biwak wurde zum Anlass der Errichtung des Klagenfurter Jubiläumswegs (100-jähriges Bestehen der Sektion Klagenfurt) durch Otto Umlauft am 12. Oktober 1973 aufgestellt, da es für die Begehung des Weges als Zwischenunterkunft sinnvoll war. Die Biwakschachtel wurde samt Einrichtung vorgefertigt und mittels Hubschraubereinsatz montiert.

## Zustiege
Das Biwak ist von Heiligenblut am Großglockner aus über das große Fleißtal in circa fünf Stunden, von Kolm-Saigurn über den Hocharn in ungefähr sechs Stunden und vom Hochtor (Großglockner-Hochalpenstraße) in circa sieben Stunden zu erreichen.

## Tourenmöglichkeiten
- Krumlkeeskopf in 1 Stunde
- Hocharn in 1½ Stunden
- Hoher Sonnblick in 4½ Stunden
- Hochtor
- Tauernhöhenweg

## Karten
- Alpenvereinskarte Blatt 42, 1:25.000, Sonnblick
- Bundesamt für Eich- und Vermessungswesen, Blatt 153